# Vályi János
Vályi János (Ó-Vencsellő, 1837. szeptember 22. – Eperjes, 1911. november 9.)  eperjesi görögkatolikus püspök.

## Élete
Vályi János 1837. szeptember 22-én született a Szabolcs megyei Ó-Vencsellőn, ahol édesapja, Vályi János (meghalt Eperjes, 1884) lelkész volt.
Középiskolai tanulmányait a debreceni, ungvári és nagyváradi gimnáziumokban végezte, majd mint munkácsi papnövendék a teológiát Ungváron hallgatta. 1865. október 26-án szentelték pappá, majd a bécsi Augustineumba küldték, felsőbb hittudományi kiképeztetésre, ahonnan teológiai doktori koszorúval tért vissza. Három hónapnyi sátoraljaújhelyi segédlelkészkedés után, 1869-ben az ungvári papnevelőben tanulmányi felügyelő, majd 1870-ben  az ungvári líceumban az egyházjog és történelem tanára lett és egyúttal a Munkács megyei papfi-árvaintézet igazgatója és még ez évben pápai tiszteletbeli káplán, 1873-ban szentszéki tanácsos, 1878-ban tiszteletbeli kanonok, 1822. október 11-én eperjesi püspök, 1892-ben pedig pápai főpap.
Püspökként sokat fáradt azért, hogy egyházmegyéjének területét, a felvidéket a kormány fejlessze, mert azokból a megyékből sokan vándoroltak ki Amerikába, minthogy itthon nehéz volt a megélhetés. Rómától kérte a magyar nyelvű parókiákon a magyar liturgikus nyelv engedélyezését-sikertelenül.
1886-ban papnövendékeinek díszes szemináriumot építtetett. 1895-ben a tanítóképző intézet alaptőkéjét 25 ezer forinttal gyarapította, és nevéhez a későbbiekben is számos jótékony célú adakozás fűződik. 1896. június 6-án megkapta a Lipót-rend középkeresztjét is, valamint valóságos titkos belső tanácsosi kinevezést is nyert.